# Albinus Nance

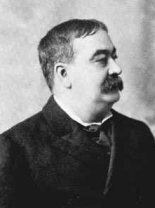
Albinus Nance

Albinus Nance (* 30. März 1848 in La Fayette, Stark County, Illinois; † 7. Dezember 1911 in Lincoln, Nebraska) war ein US-amerikanischer Politiker und zwischen 1879 und 1883 der fünfte Gouverneur des Bundesstaates Nebraska.

## Frühe Jahre und politischer Aufstieg
Albinus Nance besuchte die örtlichen Schulen seiner Heimat in Illinois. Während des Bürgerkrieges kämpfte er trotz seiner Jugend als Soldat in den Reihen der Unionsarmee. Anschließend studierte er am Knox College in Galesburg Jura. Im Jahr 1870 wurde er als Rechtsanwalt zugelassen und ein Jahr später zog er in das Polk County in Nebraska, wo er eine sehr erfolgreiche Kanzlei eröffnete. Bald darauf verlegte er die Kanzlei in die Stadt Osceola.
In seiner neuen Heimat wurde er bald eine bekannte Persönlichkeit. Zwischen 1874 und 1878 war der Republikaner Nance Abgeordneter im Repräsentantenhaus von Nebraska und zeitweise sogar dessen Präsident (Speaker). Im Jahr 1876 war er Delegationsleiter der Republikaner aus Nebraska bei der Republican National Convention in Cincinnati. Als Nächstes sicherte sich Nance im Jahr 1878 die Nominierung seiner Partei als Kandidat für die anstehende Gouverneurswahl.

## Gouverneur von Nebraska
Nachdem er im November die Gouverneurswahlen gegen den Demokraten W. H. Webster deutlich gewonnen hatte, konnte Nance am 9. Januar 1879 sein neues Amt antreten. Nach einer Wiederwahl im Jahr 1880 übte er es insgesamt vier Jahre lang aus. Nance war zum Zeitpunkt seines Amtsantritts der vom Lebensalter her jüngste Gouverneur aller amerikanischen Staaten überhaupt. In den vier Jahren seiner Amtszeit wurde ein Prohibitionsgesetz erlassen, nach dem der Verkauf von alkoholischen Getränken eingeschränkt wurde. In diesen Jahren wurde das Eisenbahnnetz im Staat weiter ausgebaut und der wirtschaftliche Aufschwung gefördert.
Nach ihm ist Nance County in Nebraska benannt.

## Weiterer Lebenslauf
Nach dem Ende seiner Amtszeit zog sich Nance, der noch nicht einmal 35 Jahre alt war, aus der Politik zurück. Er wurde wieder als Anwalt tätig und stieg in das Banken- und Börsengeschäft ein. Zu diesem Zweck verlegte er vorübergehend seinen Wohnsitz nach Chicago. Albinus Nance starb am 7. Dezember 1911 in Lincoln und wurde dort auch beigesetzt. Er war mit Sarah White verheiratet, mit der er ein Kind hatte.